# Нагареві
Нагареві (груз. ნაგარევი) — село в Грузії.
За даними перепису населення 2014 року в селі проживає 279 осіб.